# Hempstead with Eccles

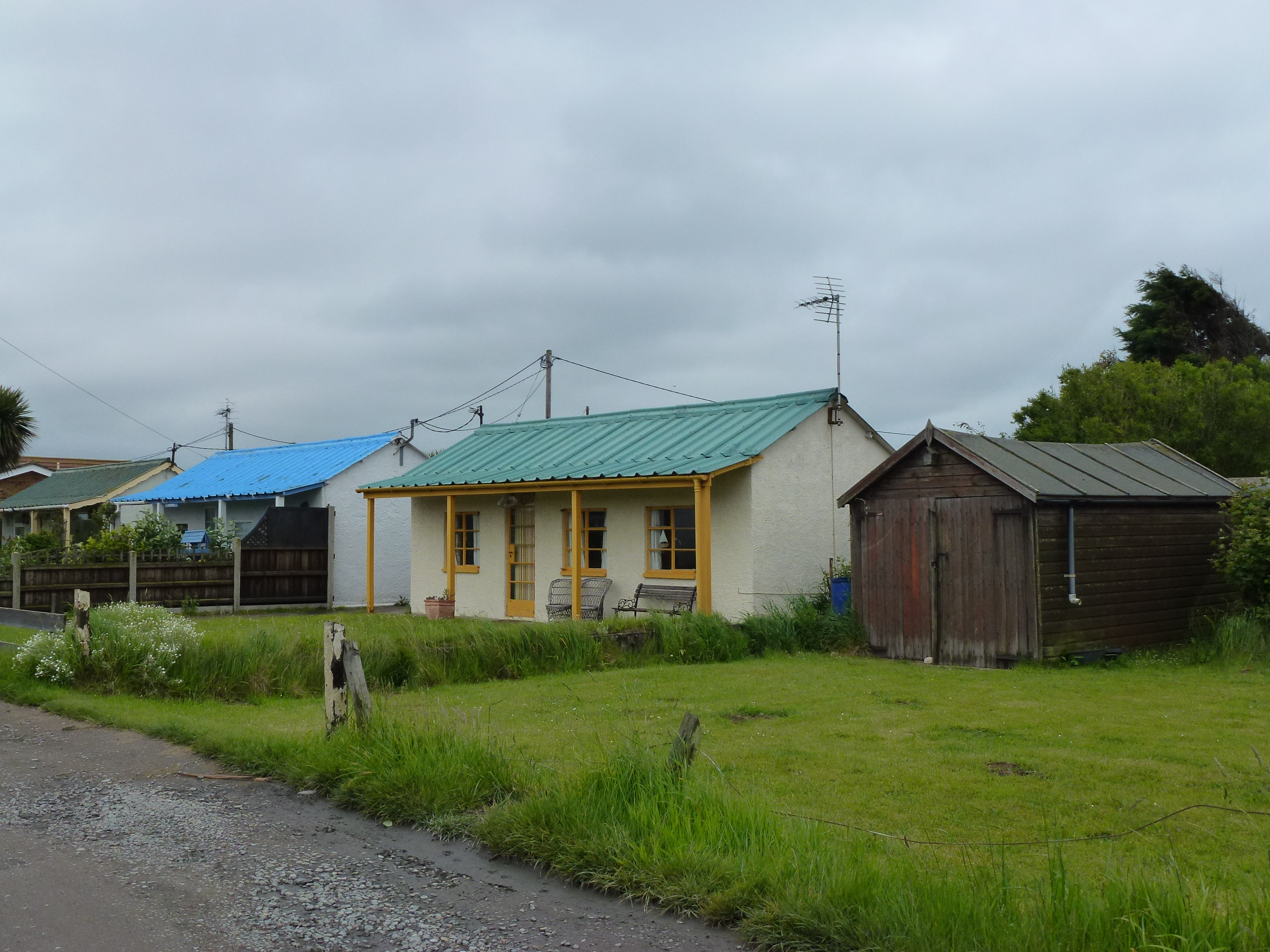
Eccles on Sea

Hempstead with Eccles var en civil parish fram till 1935 när den uppgick i civil parish Lessingham, i grevskapet Norfolk i England. Civil parish var belägen 4 km från Stalham och hade 162 invånare år 1931.